# Phrurolithus nigrinus
Phrurolithus nigrinus là một loài nhện trong họ Phrurolithidae.
Loài này thuộc chi Phrurolithus. Phrurolithus nigrinus được Eugène Simon miêu tả năm 1878.